# Freienstein-Teufen
Freienstein-Teufen (gzu. Freiestäi-Tüüffe, do 1958 Freienstein) – miejscowość i gmina (Politische Gemeinde) w północnej Szwajcarii, w kantonie Zurych, w okręgu (Bezirk) Bülach. Leży u ujścia rzeki Töss do Renu.

## Historia
Miejscowość pierwszy raz została wzmiankowana w 890 roku jako Tiuffen, a w 1254 roku jako Frigenstein. W 1958 roku z połączenia Freienstein i Teufen, powstała obecna gmina.

## Demografia
We Freienstein-Teufen mieszkają 2394 osoby. W 2021 roku 16,1% populacji gminy stanowiły osoby urodzone poza Szwajcarią.